# مارلين جونسون
مارلين جونسون (بالإنجليزية: Marilyn Johnson)‏ هي لاعبة الجسر ‏ أمريكية، ولدت في 18 فبراير 1928 في روتلاند في الولايات المتحدة، وتوفيت في 31 أكتوبر 2007.